# Пазмантер, Вивиане
Вивиа́н Пажма́нтер (порт. Vivianne Pasmanter, род. 24 мая 1971) — бразильская актриса.

## Биография
Вивиан Пазмантер считается одной из лучших бразильских актрис своего поколения. Она родилась в Сан-Паулу в среднестатистической семье. Её отец Рикарду Пажмантер умер от рака. Её мать Берта когда-то была знакома со сценаристом Мануэлем Карлусом. В детстве посещала уроки архитектуры и кино. Но продержалась там только четыре месяца. Впоследствии окончила школу драматических искусств в Сан-Паулу.
Через год после смерти отца она впервые появилась на телевидении в телесериале «Счастье» 1991 года в роли злодейки Деборы. Автором сценария сериала был Мануэл Карлус, который вскоре стал ей настоящим другом и помощником в покорении бразильской аудитории. Одной из лучших своих ролей она считает персонаж взбалмошной Малу из телесериала «Секрет тропиканки». 
Долгое время встречалась со сценаристом Винисиусом Вианной. 25 марта 2001 года Вивиан вышла замуж за инженера Жилберту Заборовски. У них двое детей:
- Эдуарду "Дуду" (родился 5 декабря 2002 года)
- Лара (родилась 6 января 2005 года)

Помогла своему мужу справиться с раком. Несмотря на это, в конце 2008 года супруги стали жить отдельно.
В телесериале «Страницы жизни» она снялась вместе со своей собакой Айлени, с которой она неразлучна после съёмок в аргентинском телесериале «Ален, свет луны».

## Фильмография
- 1991 — Счастье— Дебора Мейрелис
- 1993 — Секрет тропиканки — Малу Ассунсон
- 1995 — Новая жертва — Ирене Рибейру
- 1996 — Мой ангел — Лавиния
- 1997 — Во имя любви — Лаура Тражану
- 1998 — Вам решать
- 1999 — Воздушные замки— Элизабет Монтана Рока
- 1999 — Ален, свет луны— Вера Ардой
- 2000 — Уга-Уга — Мария Жоао
- 2000 — Бог-младший
- 2004 — Кубанакан— Лорена
- 2007 — Страницы жизни— Изабел
- 2008 — Если бы я был тобой-2 — Карла
- 2010 — Новейшие времена — Режеани Кордейру
- 2010 — Роза Морена — Тереза
- 2012 — Бразильянки — Мария Эдуарда
- 2014 — В семье — Ширли
- 2015 — Совершенно бесподобная — Лилиане
- 2017 — Два брата — Ирма
- 2017 — Новый мир